# Charles Cameron Lees
Charles Cameron Lees; (Londres, Inglaterra, 1831-1898); Gobernador Colonial Británico. Capitán Naval. Participó en las campañas militares de El Cabo, y las que remontaron el Níger. Designado Gobernador de Nigeria en 1873, cargo que volvió a ocupar un año después, desempeñándose en él hasta 1875. En 1876 prestó sus servicios como Administrador colonial en Ghana, pero finalmente fue tresladado al Caribe, donde ocupó el cargo de Gobernador de Bahamas entre 1882 y 1884. En 1884 le designó S.M. Victoria I como Gobernador de las islas de Sotavento, y se instaló en el cargo en Antigua y Barbuda, dirigiéndolo hasta 1885. Entre 1893 y 1895 Ocupó la Gobernación de la Guyana Británica, y luego volvió a Londres.
| Predecesor: Sir George Berkeley                  | Gobernador de Nigeria 1873                  | Sucesor: George Cumine Strahan   |
| Predecesor: John Shaw                            | Gobernador de Nigeria 1874-1875             | Sucesor: John d'Arcy Dumaresq    |
| Predecesor: James Maxwell                        | Administrador Colonial de Ghana 1875-1876   | Sucesor: George Cumine Strahan   |
| Predecesor: George Cumine Strahan                | Administrador Colonial de Ghana 1876-1879   | Sucesor: Herbert Taylor Ussher   |
| Predecesor: Jeremiah Thomas Fitzgerald Callaghan | Gobernador de Bahamas 1882-1884             | Sucesor: Sir Henry Arthur Blake  |
| Predecesor: Sir John Hawley Glover               | Gobernador de Antigua y Barbuda 1884-1885   | Sucesor: Charles Monroe Eldridge |
| Predecesor: Sir Charles Bruce                    | Gobernador de la Guyana Británica 1893-1895 | Sucesor: Cavendish Boyle         |

- Datos: Q4101390